# Kv DFD
Korfbalvereniging DFD is afkomstig uit het Friese Oenkerk. DFD staat voor De Fiif Doarpen (Nederlands: De Vijf Dorpen).
De vereniging is opgericht op 6 januari 1981. Voor die tijd werd er ook al gekorfbald in Oenkerk en omstreken, maar toen onder de naam sportvereniging Trynwâlden, met onder andere een voetbal- en gymnastiekclub. Na wat bestuurlijke problemen besloot de korfbalvereniging zelfstandig verder te gaan.
De Fiif Doarpen staat voor de volgende vijf dorpen: Oenkerk, Giekerk, Oudkerk, Molenend en Roodkerk. DFD speelt in een oranje shirt met een zwarte broek/rok.
De thuiswedstrijden worden gespeeld op sportpark Kaetsjemouiwei (voorzien van kunstgras) of in sporthal De Hege Wâlden, beide in Oentsjerk. Het eerste team van DFD speelde in de zaalcompetitie 2006/2007 voor het eerst in de geschiedenis op Overgangsklasse-niveau. DFD komt komend zaalseizoen voor het 5e jaar op rij uit in deze klasse. Op het veld acteerden de Friezen sinds 2007 op Overgangsklasse-niveau. Na 1 jaar afwezigheid (09/10) keerde de ploeg in het seizoen 2010/2011 weer terug op dat niveau, door als 2e te eindigen, achter Heerenveen. De vereniging heeft ongeveer 210 leden. 
Sinds september 2014 is zij gefuseerd met KV Tietsjerk tot KF De Walden. In september 2017 zijn de clubs volledig gefuseerd.